# کی (آلاباما)
کی (به انگلیسی: Key) یک منطقهٔ مسکونی در ایالات متحده آمریکا است که در شهرستان چروکی، آلاباما واقع شده‌است. کی ۱۹۵٫۰۷ متر بالاتر از سطح دریا واقع شده‌است.